# ELL Austria
ELL Austria GmbH je rakouská společnost se sídlem ve Vídni, která se zabývá pronájmem lokomotiv (tzv. lokpool). Zkratka ELL v názvu společnosti znamená European Locomotive Leasing. Společnost má rovněž pobočku v Německu – ELL Germany GmbH (VKM: ELOC).

## Historie
Firma ELL byla založena v roce 2014 americkou investiční společností KKR, která se chtěla podílet na rozvíjejícím se trhu pronájmů lokomotiv v Evropě. KKR se také podílí na financování nákupu lokomotiv. Na založení společnosti se podílel Christoph Katzensteiner, který se stal také šéfem společnosti. Jedná se o manažera se zkušenostmi s pronájmem železničních vozidel v lokpoolu Railpool nebo u vlastníka kotlových vozů GATX Rail Austria.

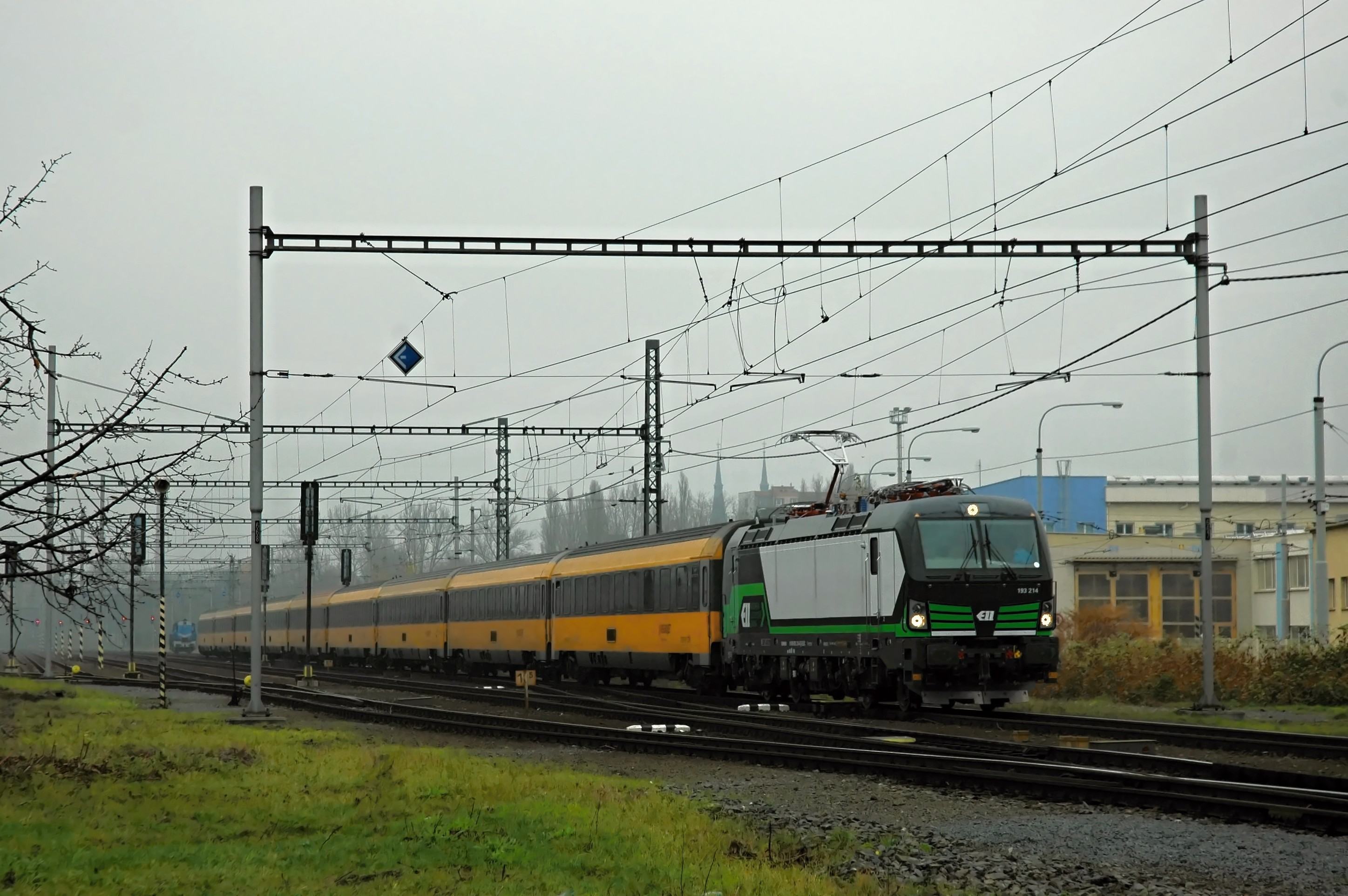
Lokomotiva 193 214 ELL Austria na vlaku společnosti Regiojet

## Lokomotivy
V roce 2014 společnost podepsala s firmou Siemens rámcovou smlouvu na dodávku 50 kusů elektrických lokomotiv Vectron ve verzi AC pro provoz na systémech 15 kV 16,7 Hz a 25 kV 50 Hz na území Německa, Rakouska a Maďarska, dále pak na vícesystémové lokomotivy splňující požadavky na provoz ve výše uvedených zemích a dále v Česku, Polsku a na Slovensku. Všechny lokomotivy mají být vybaveny zabezpečovačem ETCS. První dvě lokomotivy pro ELL - 193 831 a 193 832 - opustily výrobní závod firmy Siemens v Mnichově 28. června 2014. Všechny lokomotivy jsou registrovány v Německu jako řada 193 na držitele ELL Germany.

## Provozovatelé
Lokomotivy ELL jsou pronajímány především nákladním dopravcům v Rakousku (LTE Logistik- und Transport a Salzburger Eisenbahn TransportLogistik, Wiener Lokalbahnen Cargo, Cargo Service, Ecco-Rail), Německu (OHE Cargo, Rurtalbahn Cargo) a Švýcarsku (SBB Cargo International). Pro provoz v osobní dopravě na území Česka a Slovenska byly v závěru roku 2014 pronajaty tři stroje (193 205, 193 206, 193 214) české společnosti Regiojet.